# Scandinavian Mountains Airport
Scandinavian Mountains Airport, ook wel Sälen Trysil Airport genoemd, is een luchthaven in Dalarna, in het westen van Zweden tegen de Noorse grens. De luchthaven ligt formeel in Rörbäcksnäs. 
De luchthaven is gesitueerd in een toeristisch gebied. De regio rondom het Zweedse Sälen en Noorse Trysil herbergt vier grote nationale parken en meerdere skigebieden, zoals Lindvallen. De regio staat ook bekend om de jaarlijkse Wasaloop.
Scandinavian Mountains Airport moet zorgen voor meer toeristen in de regio, zowel in de zomer- als wintermaanden. De luchthaven is in 2018 uitgebreid, daarvoor was de dichtstbijzijnde internationale luchthaven voor deze regio Mora-Siljan Airport, op 130 kilometer afstand.